# Paul Cherbonneau
Paul Cherbonneau, né le 10 janvier 1907 à Sœurdres (Maine-et-Loire) et décédé le 9 février 1997  à Château-Gontier (Mayenne), est un homme politique français.

## Détail des mandats
- 30 avril 1963 - 2 avril 1967 : Député de la Première circonscription de Maine-et-Loire